# Grigorij Jevsejevič Zinovjev
Grigorij Jevsejevič Zinovjev (rojen kot Grigorij Jevsejevič Radomislski), ruski komunist, * 1883, † 1936.
Zinovjev je deloval z Leninom v emigraciji in se z njim vrnil. Med letoma 1917 in 1926 je bil predsednik Izvršnega komiteja Kominterne; bil pa je tudi član politbiroja KPR(B) in KPSZ(b). 
Leta 1927 so ga izključili iz komunistične partije, leta 1935 so ga obsodili na 10 let zapora, nato pa so ga leta 1936 na drugem procesu obsodili na smrt.
Leta 1988 so ga rehabilitirali.